# Bīr el Maksūr
Bīr el Maksūr (hebreiska: ביר אל מכסור) är en ort i Israel.   Den ligger i distriktet Norra distriktet, i den norra delen av landet. Bīr el Maksūr ligger 255 meter över havet och antalet invånare är 7 106.
Terrängen runt Bīr el Maksūr är kuperad norrut, men söderut är den platt.Runt Bīr el Maksūr är det ganska tätbefolkat, med 80 invånare per kvadratkilometer. Närmaste större samhälle är Tamra, 8,6 km norr om Bīr el Maksūr. Trakten runt Bīr el Maksūr består till största delen av jordbruksmark.